# Непримиримость

Один из логотипов антикоммунистов

«Непримири́мость» — идейно-политический принцип, сформировавшийся в рамках белого движения в первые годы эмиграции.

## Концепция непримиримости
«Непримиримость» — антикоммунистический принцип: отказ от всякого сотрудничества с коммунистическим правительством на территории бывшей Российской империи или представителями этого правительства за рубежом в любой его форме.
Принцип «непримиримости» был выдвинут рядом идеологов русской эмиграции первой волны как ответная идеологическая платформа, противоположная «возвращенчеству», «сменовеховству», «советскому патриотизму» и тому подобным течениям, призывавшим к сотрудничеству с коммунистическим режимом под предлогом его, якобы, «перерождения». На это Иван Ильин в частности отвечал:
Все мы живем во времени; во времени чувствуем и поступаем; подвергаемся разным влияниям, заражаемся, болеем и умираем. В этом общем смысле все «эволюционирует»; и наряду с бактериями, ядовитыми насекомыми и хищными зверями «эволюционируют» и коммунисты. Утверждать такую «эволюцию» значит выговаривать общее место, ничего не говорящий трюизм, замечание избитое и поверхностное, из которого нельзя сделать никаких практических выводов. Да, бактерии «эволюционируют»; значит ли это, что я должен содействовать им? Ядовитые насекомые — тоже «эволюционируют»; вытекает ли из этого их безвредность и полезность? «Эволюционируют» и хищные звери; что же мы не торопимся подражать их хищности?
Главными проводниками «непримиримости» за рубежом стали Русская православная церковь заграницей и Русский общевоинский союз. В СССР наиболее ярким выразителем идеи «непримиримости» сделалась Катакомбная церковь.

## Непримиримость как общественно-политическая позиция
Обосновывая позицию непримиримых, генерал Е. К. Миллер писал: 
...весь русский рабочий и деревенский люд большевики соблазнили громкими обманными словами «рабоче-крестьянская власть», во славу которой зверски убили Царя-Мученика и всю Его Семью; «Вся земля — крестьянам» и т. д., играя на самых низменных инстинктах человеческой природы; мало того, они делают всё, чтобы вынуть душу из русского народа и, разорив его материально дотла, до голодной смерти и людоедства, довели его в моральном отношении до полного одичания, когда человек человеку стал волком.
Видный деятель Белой эмиграции, последний обер-прокурор Священного Правительствующего Синода А. В. Карташёв позже — уже после окончания Второй Мировой войны, — подводя итог своей статье «Непримиримость», дал такое определение «непримиримости»: 
Непримиримость до ригоризма со всеми видами и формами большевизанства есть наша духовная гигиена, санитария, ассенизация. Большевизм не просто политическая партия, течение, это — тонкое духовное явление. Это растление совести. Простейшая дезинфекция, предохранение себя от гнилостных бацилл диктует строгие методы непримиримости.
Наше новое оправдание в этом ригоризме нам принесла новая эмиграция. Попробуйте ей запеть песню об эволюции Кремля, о патриархе Алексие и т. д., вы попадёте в список подкинутых агентов, которых она беспощадно и с отвращением выкорчёвывает из своей среды.

Соглашательская страница истории русской эмиграции навсегда захлопнулась.
Об идеях непримиримости много писал Иван Ильин, в частности, в статьях сборника «Наши задачи».

## Непримиренцы и коллаборационизм
После прихода национал-социалистов к власти в Германии, и особенно — в годы Второй мировой войны, непримиримые деятели русской эмиграции разделились по своему отношению к идеям и практике германского национал-социализма на несколько групп.
Некоторые — в частности, такие видные представители «непримиренцев» как П. Н. Краснов, А. Г. Шкуро, А. В. Туркул, — различным образом сотрудничали с нацистской Германией.

Другая — нейтральная, часть непримиримой русской эмиграции, особенно ярким представителем которой был генерал Войцеховский, оставаясь на позициях «непримиримости», отказалась поддержать нацистов в их походе на СССР. Широко известна цитата Сергея Войцеховского, высказанная им в ответ на приглашение присоединиться к немцам: 
Я большевиков ненавижу, но против русского солдата я воевать — не пойду!

Наконец, третья часть «непримиренцев» активно участвовала во Второй мировой войне на стороне западных союзников СССР. Их позиция была после войны выражена уже упоминавшимися И.А. Ильиным и А.В. Карташёвым, который, в частности, писал: 
Яркой, прямо гротеск-иллюстрацией нравственной низменности и по-звериному куцего эгоизма может служить немецкая попытка, под флагом сокрушения коммунизма, так, между прочим, стереть с лица земли Россию и русский народ. Германия — первая в миpе по учёному знанию России и по бытовой, соседской осведомлённости, проявила в деле такую степень слепоты, граничащей с кретинизмом, что старшие наши поколения, много учившиеся у немцев, привыкшие чтить их учёность, методичность, основательность (Grundlichkeit), просто диву даются: как этот «Volk der Denker» оказался в «русском вопросе» таким невероятным олухом? Вместо того, чтобы помочь ждущему помощи русскому народу освободиться от коммунистического рабства, что может сделать любая честная (а потому и умная) интервенция, немцы укрепили антихристову державу не только над российскими народами, но и во всём миpе и сами от неё заслуженно постыдно погибли.
В этой последней части оказалось значительное количество людей, в ходе Второй мировой войны перешедших с «непримиренческих» позиций на «сменовеховские», принявших советское гражданство и — уехавших в СССР где многие стали жертвами репрессий.
Согласно современным исследованиям, известная часть русской эмиграции после Второй мировой войны «совсем похоронила Россию» — отказалась от идеи реставрации страны за простой невозможностью этого сделать и — начала строить свою жизнь за рубежом вне парадигмы «Отечество — эмиграция».

## Идеи непримиримых после распада СССР
После 1991 года, когда власти Российской Федерации в одностороннем порядке объявили политику «Согласия и примирения», при этом не подкрепив её практическими шагами по устранению разногласий между наследниками белой идеи и наследниками СССР, принцип «непримиримости» был положен в основу отношений некоторой части сторонников возрождения исторической России к установившемуся в РФ политическому режиму.
Сторонники этой позиции отмечают 7 ноября как День непримиримости.